# San Antonio, Atzalan
San Antonio är en ort i Mexiko.   Den ligger i kommunen Atzalan och delstaten Veracruz, i den sydöstra delen av landet, 220 km öster om huvudstaden Mexico City. San Antonio ligger 1 009 meter över havet och antalet invånare är 250.
Terrängen runt San Antonio är lite bergig. Runt San Antonio är det ganska tätbefolkat, med 100 invånare per kvadratkilometer. Närmaste större samhälle är Atzalan, 17,4 km sydväst om San Antonio. I omgivningarna runt San Antonio växer i huvudsak städsegrön lövskog.